# Liste auf den Kanarischen Inseln vorhandener Dampflokomotiven
Dies ist eine Liste erhaltener Dampflokomotiven auf dem Gebiet der Kanarischen Inseln.

## Lokomotiven mit Breitspur 1668 mm
| Foto | Nummer oder Name   | Bauart / Achsfolge | Hersteller | Fabrik-nr. | Baujahr | Historie | Eigentümer / Betreiber / Strecke       | Bemerkungen |
| ---- | ------------------ | ------------------ | ---------- | ---------- | ------- | -------- | -------------------------------------- | ----------- |
|      | Renfe No. 020-0235 | B                  | Couillet   | 790        | 1885    |          | Elder Museum of Science and Technology | [ 1 ]       |

## Lokomotiven mit Schmalspur 1220 mm
| Foto | Nummer oder Name         | Bauart / Achsfolge | Hersteller               | Fabrik-nr. | Baujahr | Historie | Eigentümer / Betreiber / Strecke | Bemerkungen |
| ---- | ------------------------ | ------------------ | ------------------------ | ---------- | ------- | -------- | -------------------------------- | ----------- |
|      | Ports of Tenerife No. F5 | B                  | Henschel & Sohn (Kassel) | 20319      | 1924    |          | Highway Road San Andrés          | [ 2 ]       |